# 3922 Heather
3922 Heather este un asteroid din centura principală, descoperit pe 26 septembrie 1971 de Carlos Torres.